# Frequenzspreizung
Mit Frequenzspreizung (englisch spread spectrum) bezeichnet man in der Nachrichtentechnik ein Verfahren, bei dem ein schmalbandiges Signal in ein Signal mit einer größeren Bandbreite als für die Informationsübertragung nötig umgewandelt wird. Die Sendeenergie, die zuvor in einem kleineren Frequenzbereich konzentriert war, wird dabei auf einen größeren Frequenzbereich verteilt.
Eine weitere neuere Bedeutung (die mit dem oben genannten Übertragungsverfahren nichts zu tun hat) hat der Begriff Frequenzspreizung in der Digitaltechnik erhalten. Hier geht es darum, die spektrale Dichte der Taktsignale zu verringern, um Funkstörungen oder Funktionsstörungen benachbarter elektrischer Geräte zu verhindern. Dadurch wird zwar die Einhaltung von Normen der elektromagnetischen Verträglichkeit für Störsignale bei diskreten Frequenzen erreicht, andererseits wird aber die störende Energie über einen ganzen Frequenzbereich „verschmiert“.

## Vorteile und Nachteile des Verfahrens zur Informationsübertragung
Vorteile:
- größere Robustheit gegenüber schmalbandigen Störungen
- Vertraulichkeit: ein Mithörer kann nicht unbefugt Nachrichteninhalte erlauschen; er kann nur schwer erkennen, dass überhaupt eine Übertragung stattfindet

Nachteile:
- höhere Komplexität beim Empfang
- größere Bandbreite, bei niederen Sendefrequenzen unter Umständen aus frequenztechnischen Gründen nicht anwendbar

## Einsatz
Frequenzspreizung wird einerseits zur Nachrichtenübertragung verwendet. Beispiele sind die militärische Nachrichtentechnik, aber auch im zivilen Bereich bei der Datenübertragung über Wireless LAN oder Wireless USB. Die zweite Generation (GSM) sowie die dritte Generation des Mobilfunks UMTS verwendet ebenfalls die in CDMA enthaltene Frequenzspreizung.
Ein weiterer Einsatzbereich ist die Störminimierung. So wird zur Reduzierung von elektromagnetischen Störungen bei Taktsignalen in digitalen Schaltungen das sogenannte Spread Spectrum Clocking (SSC) eingesetzt. Bei einer Gruppe von Klasse-D-Verstärkern, den Spread Spectrum-Klasse-D-Verstärkern, erlaubt die Frequenzspreizung es, ohne eine aufwendige Filterung der Schaltfrequenz nach der Verstärkerstufe auszukommen.

## Verfahren

### Direct Sequence Spread Spectrum (DSSS)
Beim Direct Sequence Spread Spectrum (DSSS) genannten Verfahren werden die Nutzdaten in direkter Folge (direct sequence) per Exklusiv-Oder (XOR) mit einem Spreizcode verknüpft und anschließend auf einen Träger aufmoduliert. Ohne Kenntnis des Spreizcodes ist eine Rückgewinnung der Nutzinformation auf der Empfängerseite nicht möglich. Der Spreizcode hat dadurch bei geschickter Wahl die Funktion eines Kryptoschlüssels.
Das Direktsequenz-Spreizspektrumverfahren wird allgemein in Kombination mit der CDMA-Technik verwendet. Es kommt unter anderem bei Wireless LANs nach dem IEEE-802.11-Standard und UMTS zum Einsatz, sowie auch im RC-Modellbau bei Fernsteueranlagen im 2,4-GHz-Band (Spektrum DSM, DSM2).

### Frequency Hopping Spread Spectrum (FHSS)
Beim Frequency Hopping Spread Spectrum (FHSS, deutsch Frequenzsprungverfahren) wird die zu übertragende Information nacheinander auf viele Kanäle verteilt; zu einem Zeitpunkt wird immer nur ein Frequenzkanal genutzt. Dadurch ergibt sich, obwohl jeder Kanal eine kleinere Bandbreite besitzt, für das Gesamtsignal eine größere Bandbreite. Der Empfänger muss synchron mit dem Sender dieselben Kanäle anspringen. Bei geschickter Wahl der Sprungsequenz erscheint diese als pseudozufällig und hat die Funktion eines Kryptoschlüssels. Das Patent für dieses Verfahren wurde im Jahr 1942 Hedy Lamarr und George Antheil erteilt; es sollte zur Steuerung von Torpedos verwendet werden.
Der Unterschied von FHSS zum klassischen Frequenzmultiplex besteht darin, dass beim FHSS die Kanalbelegung sequentiell erfolgt, und beim klassischen Frequenzmultiplex die Signalanteile in den Einzelkanälen gleichzeitig vorhanden sind.
Dieses Verfahren wurde unter anderem bei Bluetooth eingesetzt sowie auch im RC-Modellbau bei Fernsteueranlagen im 2,4-GHz-Band (Sanwa FHSS, Futaba FASST).

#### Adaptive Frequency Hopping Spread Spectrum
Das adaptive Frequenzsprungverfahren, das z. B. seit Bluetooth 1.2 dort zum Einsatz kommt, bietet einen besseren Schutz gegen Störungen, indem bereits genutzte oder gestörte Frequenzkanäle in der Sprungsequenz (vorübergehend) vermieden werden.

### Chirp Spread Spectrum (CSS)
Chirp Spread Spectrum bzw. „Zirpenfrequenzspreizung“ nutzt zur Frequenzspreizung sogenannte Chirp-Impulse (= Zirpen).
Dieses spezielle Modulationsverfahren wird unter anderem zu drahtlosen Datenübertragungen auf kurzen Distanzen im Rahmen des Wireless Personal Area Network nach Standard IEEE 802.15.4a eingesetzt.

### Time Hopping Spread Spectrum (THSS)
Das Zeitsprungverfahren setzt das Vorhandensein von Zeitschlitzen voraus. Die zeitliche Lage des ausgesendeten Trägersignals springt innerhalb der Zeitschlitze pseudozufällig. Obwohl das Verfahren oft zusammen mit Frequenzspreizverfahren wie z. B. DSSS verwendet wird, stellt es selbst streng genommen kein Frequenzspreizverfahren dar, da die Bandbreite des Signals nicht vergrößert wird. Nachteil dieser Technik ist die schwierige Synchronisierung.

### Spread Spectrum in der EMV

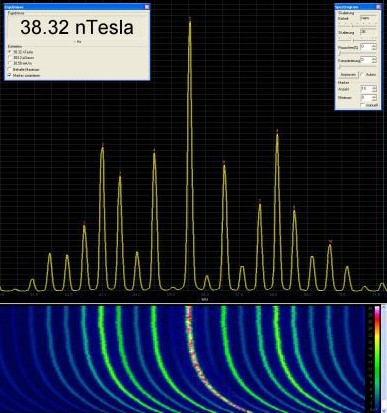
Spread Spectrum eines Schaltnetzteils in der Aufwärmphase inkl. Wasserfalldarstellung des zeitlichen Verlaufs

Um störende hohe Peaks eines reinen Taktsignals in der Elektronik zu vermeiden, wird die Taktfrequenz innerhalb eines kleinen Frequenzbereichs moduliert (Spread Spectrum Clocking).
Durch diese Frequenzmodulation kann eine einzelne Störfrequenz in Abhängigkeit von gewissen Parametern wie der Modulationsfrequenz, der Kurvenform des Modulationssignals und dem Frequenzbereich auf mehrere Peaks aufgeweitet werden.
So wird die Stördichte verringert und sensible umliegende Geräte sind niedrigeren Störgrößen ausgesetzt. Die Einhaltung von Normen der elektromagnetischen Verträglichkeit (EMV) kann somit sichergestellt werden.
Da die Störleistung auf ein breiteres Frequenzspektrum aufgeteilt wird, sinkt in Anwesenheit solcher Störer der Vorteil adaptiven Frequenzhoppings.